# Llista de doctors honoris causa per la Universitat de Girona
Llista de persones investides com a doctors honoris causa per la Universitat de Girona (actualitzada a gener de 2022).
- Daniella Tilbury (2021)
- Josep Maria Casasús (2021)
- Evert Jan Baerends (2019)
- Sovan Lek (2019)
- Narcís Comadira (2018)
- Lluís Llach i Grande (2017)
- Miquel Martí i Pol (2017), a títol pòstum
- Peter J. Balsells (2016)
- Ilona Kickbusch (2015) (ciències de la salut)
- David Jou i Mirabent (2014)
- Juan Carlos Tedesco (2014)
- Josep Fontana (2013)
- Ramon Garrabou (2013)
- Jordi Nadal (2013)
- George Steiner (2012)
- Josef Havel (2012) (especialista en química analítica)
- Encarna Roca (2012)
- Ferran Mir (2010) (ciències empresarials)
- Joan Roca i Fontané (2010)
- Eric Hobsbawm (2008)
- Miquel Roca Junyent (2008)
- Raimon Panikkar (2008)
- Carmina Virgili (2008)
- Joan Rodés (2008)
- Robert Brian Tate (2004)
- Joan Bertran Rusca (2004)
- Jaume Gil Aluja (2004)
- Miquel Batllori (2002)
- Fred M. Utter (1997) (ictiologia)
- Jaume Aragall (1997)
- Jerome Seymour Bruner (1997)

## Font
- Llistat de doctors i doctores honoris causa a la web de la Universitat de Girona